# جرم دندان

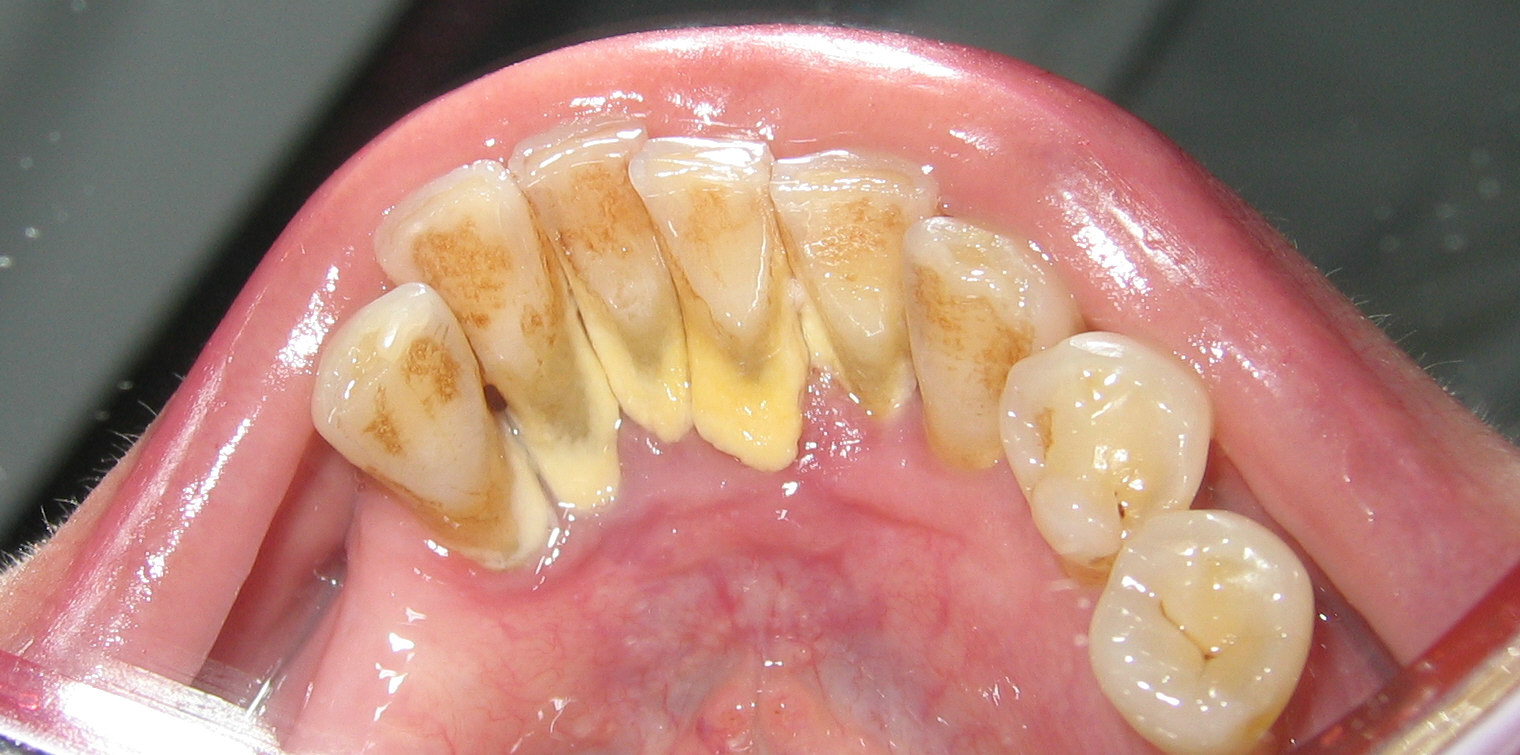
نمونه‌ای از جرم دندان

جرم دندان یا تارتار دندانی یا کَلکولوس دندانی (به انگلیسی: Dental calculus) تجمع جرم محکم و سخت‌شدهٔ پلاک‌های میکروبی است که به دندانها چسبیده‌اند و با مسواک زدن نیز تمیز نمی‌شوند. هدف از مسواک زدن حذف لایه میکروبی فوق (پلاک میکروبی) است. پلاک میکروبی نه تنها باعث پوسیدگی دندان می‌شود، بلکه فعالیت میکروبهای موجود در آن باعث آسیب به لثه و ایجاد التهاب در ناحیه لثه (ژنژیویت) نیز خواهد شد.
اگر شخصی خوب مسواک نزند، پلاکهای میکروبی کاملاً حذف نمی‌شوند و به تدریج بر ضخامت آنها افزوده می‌شود، پلاکهای میکروبی ضخیم شده، تحت تأثیر کلسیم بزاقی می‌توانند به مواد معدنی موجود در دندان اتصال شیمیایی پیدا کنند.
این فرایند منجر به تشکیل جرم می‌شود؛ یعنی یک جسم سخت غیر از دندان در کنار دندان تشکیل می‌شود که از طریق کلسیم بزاقی، اتصال ضعیفی به دندان پیدا می‌کند. اتصال به دندان در حدی قوی نیست که نتوان آن را توسط ابزار دندانپزشکی جدا کرد، اما آن قدر قوی هست که با مسواک زدن یا شستشو قابل پاک شدن نباشد.
در زیر این پلاک سخت که با مسواک برداشته نمی‌شود، میکروب‌ها همچنان در حال تخریب بافت‌های دندان و پریودنتال هستند؛ بنابراین، برداشت سریع آن‌ها توسط دندانپزشک ضروری است. بر خلاف باور عموم، جرمگیری آسیبی به دندان نمی‌زند. چنانچه آسیبی بر سطح دندان، ریشه و لثه بعد از جرمگیری مشاهده کردید، بقایای تخریب میکروب‌هاست که در زیر جرم دندان مدت‌ها مخفی شده بودند. اگر دیر تر جرمگیری کنید آسیب‌ها وسیع‌تر خواهد بود. معمولاً ادامه فعالیت میکروبی در زیر لثه و عدم جرمگیری متوالی، دندان را به سمت لق شدن سوق می‌دهد.
جرم‌گیری دندان یا عمل بروساژ دندان برای دندان هیچ ضرری ندارد چرا که جرم دندان علاوه بر اینکه برای لثه و بافتهای نگهدارنده دندان مضر می‌باشد بلکه محلی نیز برای تجمع و تکثیر میکروب‌های پوسیدگی‌زا است. با عمل بروساژ تعداد این میکروب‌ها در دهان به مراتب کمتر می‌شود.